# Orden de Honor (Bielorrusia)
La Orden de Honor (en bielorruso: Ордэн Пашаны) es una condecoración estatal de la República de Bielorrusia, destinada a reconocer los servicios especiales en actividades sociales, económicas, públicas y otras destinadas a fortalecer el poder del estado; así como el valor e intrepidez desplegadas en la protección del Estado. Fue establecida por primera vez el 13 de abril de 1995 por Decreto del Consejo Supremo de la República de Bielorrusia.

## Criterios de concesión
La Orden de Honor se otorga en reconocimiento de:
- Grandes logros en actividades productivas, de investigación, gubernamentales, socioculturales, deportivas, sociales y otras;
- Altos indicadores de producción en industria, agricultura, construcción, comunicaciones, comercio, vivienda y servicios públicos, servicios domésticos, transporte y otras áreas de trabajo;
- Avances significativos en la atención médica de la población, educación, crianza de niños y adolescentes, preparación para el trabajo;
- Lograr una alta productividad, mejorar la calidad del producto, reducir los costos de materiales y mano de obra para su producción;
- Introducción en la producción de nuevos equipos, tecnología, especialmente invenciones valiosas y propuestas de racionalización;
- Una fructífera actividad estatal y pública;
- Méritos en el desarrollo de lazos económicos, científicos y técnicos, culturales y otros entre la República de Bielorrusia y otros estados.

La insignia de la orden se lleva en el lado izquierdo del pecho y, en presencia de otras órdenes de la República de Bielorrusia, se coloca justo después de la insignia de la Orden de la Amistad de los Pueblos.

## Descripción de la condecoración
La Orden de Honor tiene la forma de un octaedro dorado redondeado, sobre el que se superpone una estrella plateada de cuatro puntas con una imagen en relieve de un hombre y una mujer en el centro que sostienen la Bandera del Estado de la República de Bielorrusia y una gavilla de trigo. La bandera está cubierta con esmalte rojo, verde y blanco. En la parte inferior de la insignia hay una banda de esmalte azul que sostiene unas ramas de laurel y roble que enmarcan la orden. La medalla mide 50 mm de alto y 46 mm de ancho. El reverso de la insignia tiene una superficie lisa, con el número de serie de la condecoración grabado en el centro.
La medalla está conectada con un ojal y un anillo a un bloque pentagonal cubierto con una cinta de muaré de seda amarilla con una franja longitudinal de color verde en el medio y una franja longitudinal de color rojo en los bordes.
La  Orden de honor está hecha de plata dorada.